# 단장커우 저수지

단장커우 저수지

단장커우 저수지(丹江口水庫, 丹江口水库, Danjiangkou Reservoir)는 중국 후베이성 단장커우 시와 허난성 시촨 현에 있는 저수지이다. 1958년 단장커우 댐이 축조되면서 만들어졌다. 당시 아시아 최대의 저수지였다.